# Lymeon sexlineatus
Lymeon sexlineatus är en stekelart som först beskrevs av Cameron 1886.  Lymeon sexlineatus ingår i släktet Lymeon och familjen brokparasitsteklar. Inga underarter finns listade i Catalogue of Life.